# Sulzbach-Laufen
Sulzbach-Laufen är en kommun och ort i Landkreis Schwäbisch Hall i regionen Heilbronn-Franken i Regierungsbezirk Stuttgart i förbundslandet Baden-Württemberg i Tyskland. Kommunen bildades 1 augusti 1971 när Laufen am Kocher uppgick i Sulzbach am Kocher och fick nuvarande namnet 23 maj 1973.
Kommunen ingår i kommunalförbundet Limpurger Land tillsammans med staden Gaildorf och kommunerna Fichtenberg och Oberrot.